# Абсиль, Жан
Жан Абси́ль (фр. Jean Absil; 23 октября 1893, Перювельз — 2 февраля 1974, Уккел) — бельгийский композитор. Действительный член Королевской академии наук и искусств Бельгии (1955).

## Биография
Учился в школе церковной музыки (Школа Святого Григория) в Турне, затем с 1913 года в Королевской консерватории Брюсселя в органном классе Альфонса Десмета, изучал также композицию и инструментовку под руководством Поля Жильсона. В 1922 получил Римскую премию за кантату «Война» (фр. La Guerre).
В 1934 году за совокупность ранних сочинений, среди которых уже были две симфонии, первый скрипичный концерт, симфоническая поэма «Смерть Тентажиля» (1926, по одноимённой пьесе Мориса Метерлинка), Фламандская рапсодия для духового оркестра, множество камерных пьес, Абсиль был удостоен премии имени Рубенса, что позволило ему на несколько месяцев отправиться в Париж для знакомства с французской музыкальной жизнью. Под впечатлением от этой поездки Абсиль создал объединение молодых прогрессивных композиторов «Сирена» (фр. La Sirène). В 1937 году опубликовал брошюру «Постулаты современной музыки» (фр. Les postulats de la musique contemporaine) с предисловием Дариуса Мийо. В 1938 году первый фортепианный концерт Абсиля был предложен участникам второго Конкурса имени Изаи для исполнения в финале, завершившемся триумфальной победой Эмиля Гилельса. В том же году композитор выступил одним из основателей журнала Revue internationale de musique (с фр. — «Международное музыкальное обозрение»), выходившего до 1940 года и затем вновь в 1951—1952 гг. В 1959 году Концертная фантазия для скрипки с оркестром Абсиля вновь была отобрана для исполнения в финале Конкурса имени королевы Елизаветы.
С 1930 года сам преподавал гармонию в Брюссельской консерватории, с 1936 года профессор; с 1939 года вёл класс фуги. Среди учеников Абсиля ряд заметных бельгийских музыкантов разных специальностей, в том числе Анри Пуссёр и Артюр Грюмьо. Считался вероятным кандидатом на пост директора консерватории, однако в 1949 году это место досталось Марселю Поту — возможно, из соображений чередования валлонских и фламандских музыкантов во главе учебного заведения. Возглавлял Академию музыки в Эттербеке, которая ныне носит его имя.

## Творчество
Наследие Абсиля включает 175 камерных сочинений, но если в первой половине творческого пути композитор тяготеет, скорее, к традиционным жанрам и составам (струнные квартеты, трио и т. д.), то во второй половине нередко обращается к более свободной форме рапсодии (в том числе на материале фольклора разных стран) и к более редким инструментам (например, к классической гитаре). Для оркестра им написано в общей сложности шесть симфоний и ряд других сочинений, для солиста с оркестром — три фортепианных, два скрипичных, альтовый и виолончельный концерты. Для сцены Абсиль написал оперу «Ослиная шкура» (фр. Peau d'âne; 1937, поставлена в 1942 году в Риме) на либретто Анри Геона, радиооперы «Улисс и сирены» (фр. Ulysse et les sirènes; 1939) и «Питер Брейгель Старший» (фр. Pierre Breughel l'Ancien; 1950), несколько балетов. Многочисленные вокальные произведения Абсиля написаны на стихи Метерлинка, Жана Кокто, Гийома Аполлинера (циклы «Алкоголи» и «Бестиарий»), Поля Фора, Франсиса Жамма, Анри Мишо и других.
Музыка Абсиля рождается из раннего интереса к творчеству Иоганна Себастьяна Баха и Альбана Берга, синтезирует влияния новейшей французской композиторской школы, Игоря Стравинского и Белы Бартока, экспериментирует с политональностью, атональностью и серийностью.